# Горышкины
Горышкины — древний русский дворянский род.

## История рода
Дьяк Тимофей Горышкин упоминается на свадьбе князя Ивана Дмитриевича Бельского и на свадьбе князя Владимира Андреевича Старицкого (1558), участник Земского собора (1566), воевода в Смоленске (1568).
Псковитянин Иван Григорьевич за псковскую службу и осадное сидение дана денежная придача (1616 и 1617). Ф. С. Горышкину принадлежало вотчина в Звенигородском уезде (1624—1628). Фёдор и недоросль Иван Фёдорович владели поместьем в Чухломском уезде (1635). Дворянин Емельян Горышкин был у стола государя Михаила Фёдоровича (01 марта 1641). Псковский сын боярский Кирилл Горышкин убит в бою под Псковом (1649).
В Псковских писцовых книгах в XVII столетии упомянуты трое представителей рода, в московских один представитель рода.